# Бахр-Дар
Ба́хр-Дар (амх. ባሕር ዳር, «Морской берег») — город на северо-западе Эфиопии. Находится на побережье озера Тана, у истока реки Аббай (Голубой Нил). Население — 390 429 человек (2015).

## Климат
Резко выраженная сезонность.
Сухой сезон: Февраль — апрель. Случайные осадки и облачность только в начале и в конце сезона. Осадки только ночью. Дневная температура +25—30 °C, ночная +15—19 °C. Местная «сухая осень».
Сезон дождей: Состоит из двух подсезонов.
1-й: май — начало июня. Дожди, иногда ливни, ночью. Днём нерегулярно. Дневная температура +23—27 °C, ночная +14—16 °C. Начало «зимы».
2-й: июнь — август. Ежедневные ливневые дожди с небольшими прояснениями в дневное время. Дневная температура +20—25 °C, ночная +10—14 °C. В случае разрывов в облачности, днём возможно повышение температуры скачкообразно до +30 °C, ночью — понижение до +6—8 °C. Местная «холодная дождливая зима».
«Весна — лето»: Сентябрь — январь. Наиболее «приятный» для европейца сезон. Переменная облачность, небольшие, но регулярные осадки. Дневная температура +21—26 °C, ночная +13—16 °C.
| Показатель              | Янв. | Фев. | Март | Апр. | Май  | Июнь | Июль | Авг. | Сен. | Окт. | Нояб. | Дек. | Год  |
| ----------------------- | ---- | ---- | ---- | ---- | ---- | ---- | ---- | ---- | ---- | ---- | ----- | ---- | ---- |
| Средний максимум, °C    | 26,4 | 27,5 | 29,5 | 29,6 | 28,9 | 26,8 | 24,3 | 24,1 | 25,3 | 26,3 | 26,5  | 26,2 | 26,7 |
| Средняя температура, °C | 17,4 | 18,7 | 21,3 | 21,7 | 21,8 | 20,6 | 19,2 | 18,8 | 19,3 | 19,5 | 18,6  | 17,5 | 19,5 |
| Средний минимум, °C     | 8,3  | 10,0 | 13,1 | 13,8 | 14,7 | 14,4 | 14,0 | 13,6 | 13,3 | 12,7 | 10,7  | 9,1  | 12,3 |
| Норма осадков, мм       | 4    | 3    | 9    | 25   | 67   | 191  | 429  | 384  | 209  | 74   | 21    | 6    | 1421 |
| Источник:               |      |      |      |      |      |      |      |      |      |      |       |      |      |

## Экономика
В городе есть предприятия пищевой и текстильной промышленности. Также развито ремесленное производство. Центр туризма. Берег озера Тана в пределах городской черты преобразуется в место отдыха. Строятся смотровые площадки, кафе. При этом максимально сохраняется естественная растительность. У кромки воды проложена пешеходная дорожка длиной несколько километров, по которой можно пройти от центра города до самого истока Голубого Нила.

## Достопримечательности

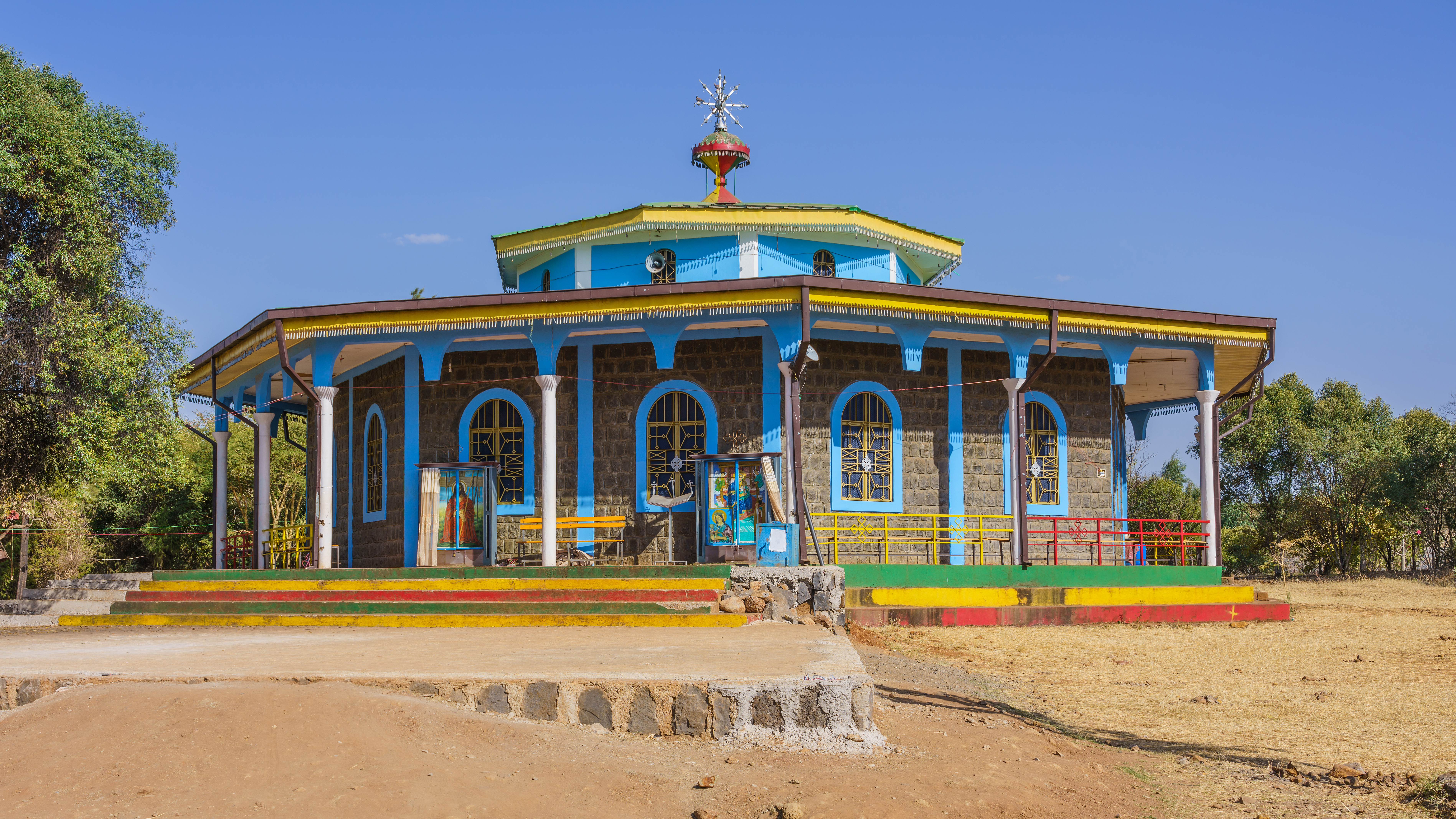
Церковь в Бахр-Даре

Бахр-Дар важный центр туризма — местного и иностранного.
На левом берегу, за пределами городской черты, на холме расположен бывший императорский дворец.
В излучине Нила, ниже педагогического института и императорского дворца, можно встретить бегемотов. Крокодилы вблизи города практически не встречаются.
Туристы приезжают сюда, чтобы полюбоваться на водопад Тис-Ысат и истоки реки Голубой Нил.
Водопад Тис-Ысат находится неподалёку от города, в 30 км от озера Тана. Вода низвергается с высоты 45 м. В связи со строительством ГЭС на реке Голубой Нил, водопад несколько потерял свою прежнюю силу и красоту. На озере Тана расположено 37 островов, на 20 из которых находятся христианские монастыри.

## Транспортное сообщение
Бахр-Дар связан асфальтовой дорогой с Аддис-Абебой и Гондэром. Перевозка пассажиров рейсовыми автобусами и междугородними маршрутными такси (микроавтобусы). Время в пути от Аддис-Абебы на маршрутном такси от 8 до 11 часов.
Внутригородские перевозки — маршрутными такси и моторикшами. Очень много велосипедов. Также имеется аэропорт, куда летают самолёты авиакомпании Ethiopian Airlines.

## Культура
В городе действует несколько рынков, а также ежемесячные ярмарки. Есть несколько клубов и ресторанов с местными блюдами.
В Бахр-Даре расположены:
Университет Бахр-Дара. Создан слиянием педагогического и политехнического (построен при поддержке СССР) институтов. В 2007 году возле педагогического факультета начато строительство экономического факультета и прилегающего студенческого городка.
Медицинский колледж. Несколько начальных и средних учебных заведений.

## Города-побратимы
- Кливленд, США (с 2004 года)